# PAZ-3205
Der PAZ-3205 (russisch ПАЗ-3205) ist ein Minibus aus der Produktion des russischen Herstellers Pawlowski Awtobusny Sawod, der insbesondere in Russland weit verbreitet ist. Bis Ende 2015 wurden mehr als 220.000 Fahrzeuge gebaut. Auch eine Version mit Allradantrieb, der PAZ-3206, ist am Markt. Unter der Bezeichnung PAZ-4234 wird eine Variante mit verlängerter Karosserie angeboten.

## Beschreibung

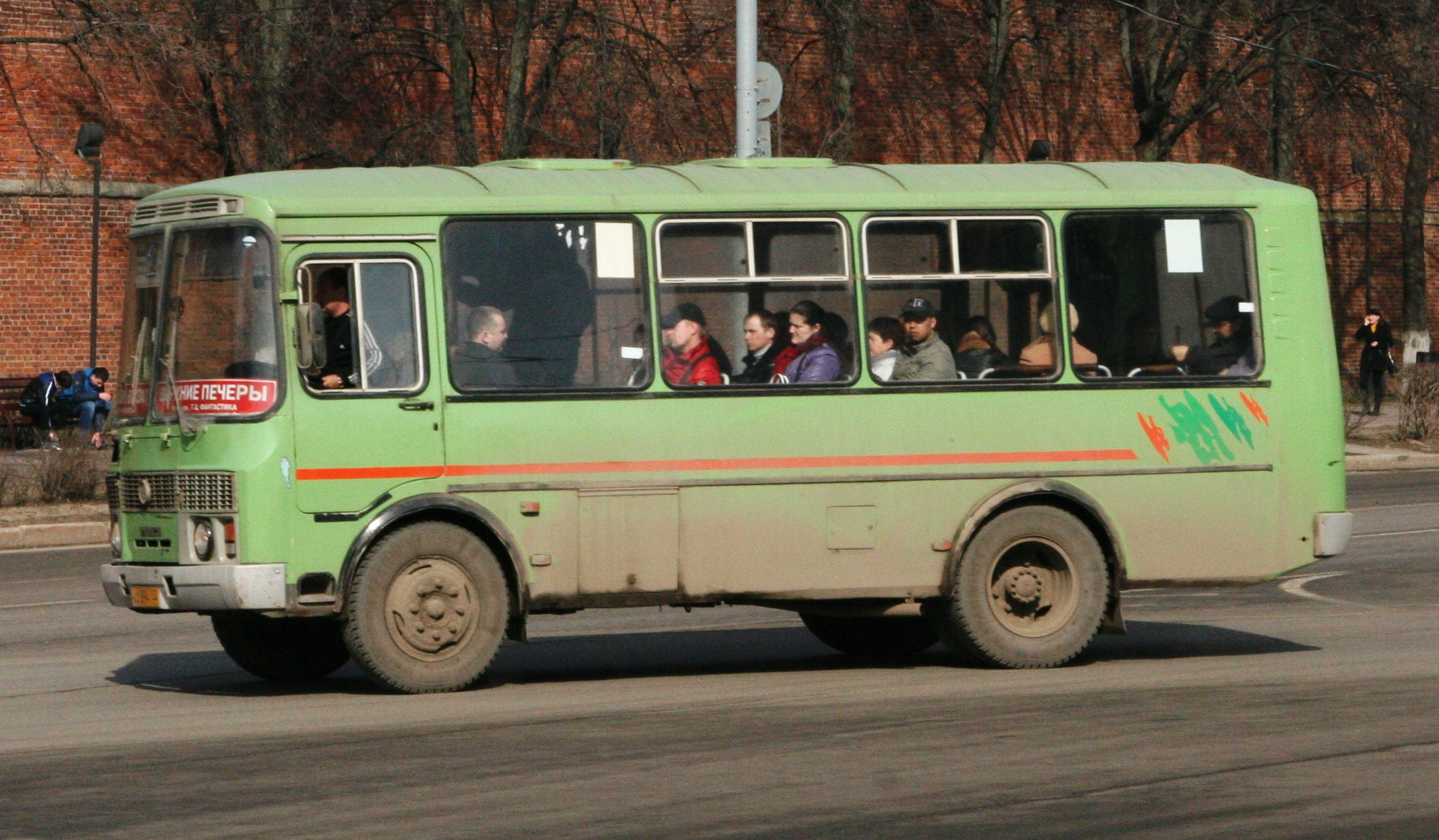
Ein PAZ-3205 vor dem Kreml in Nischni Nowgorod (2014)

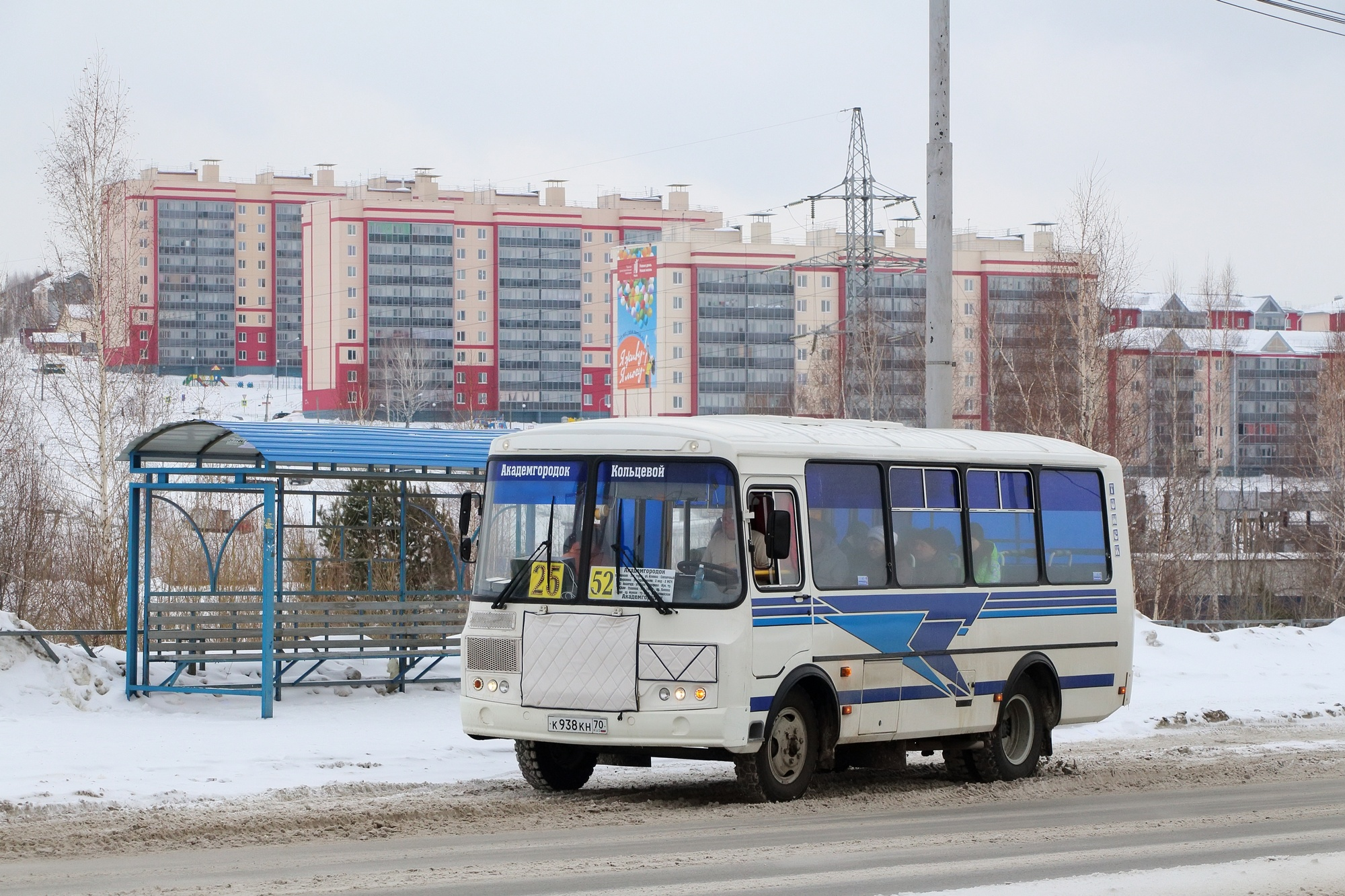
PAZ-3205 mit neuer Front in Tomsk (2015). Die Lufteinlässe des Motors sind gegen Kälte durch eine Decke geschützt

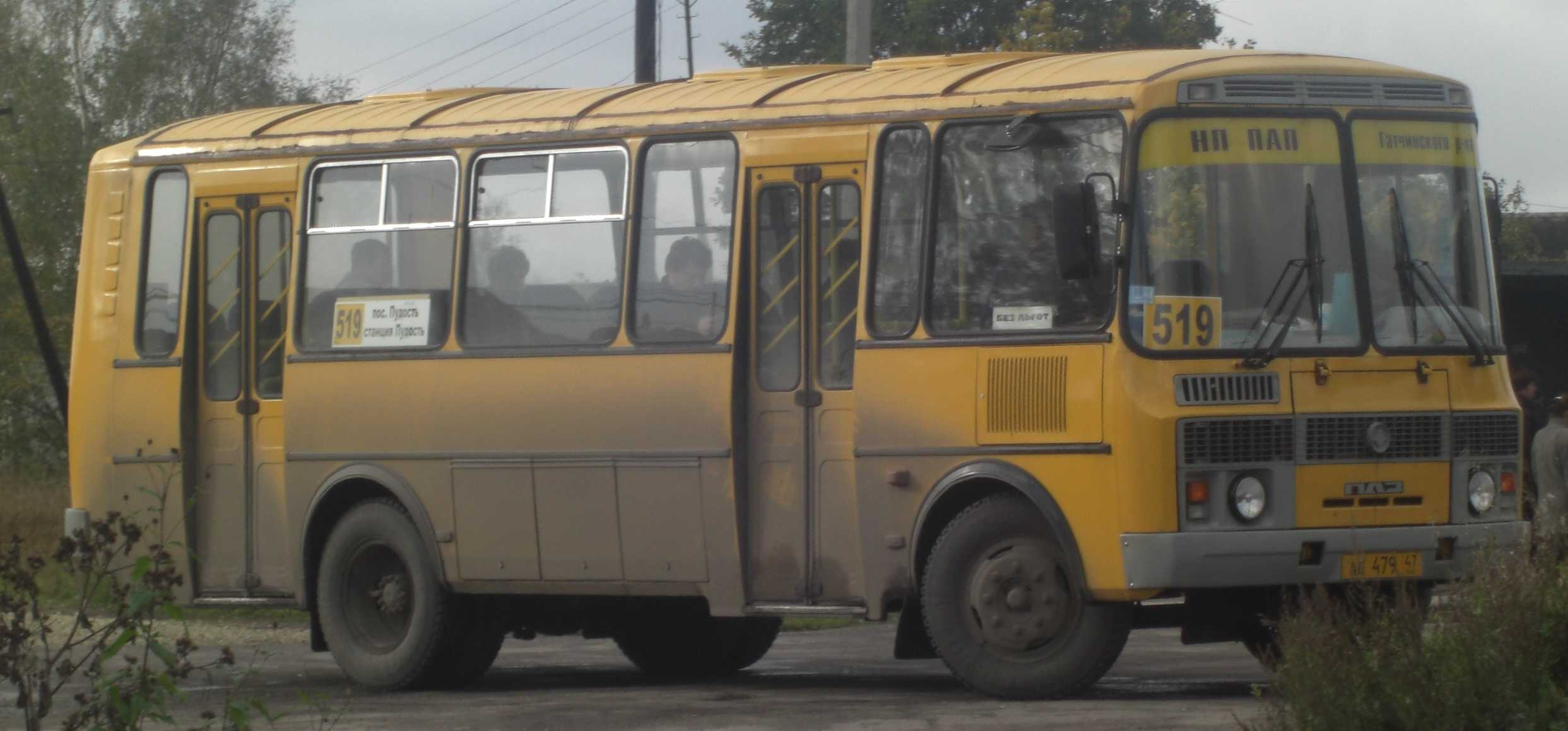
Ein PAZ-4234 mit verlängerter Karosserie (2007)

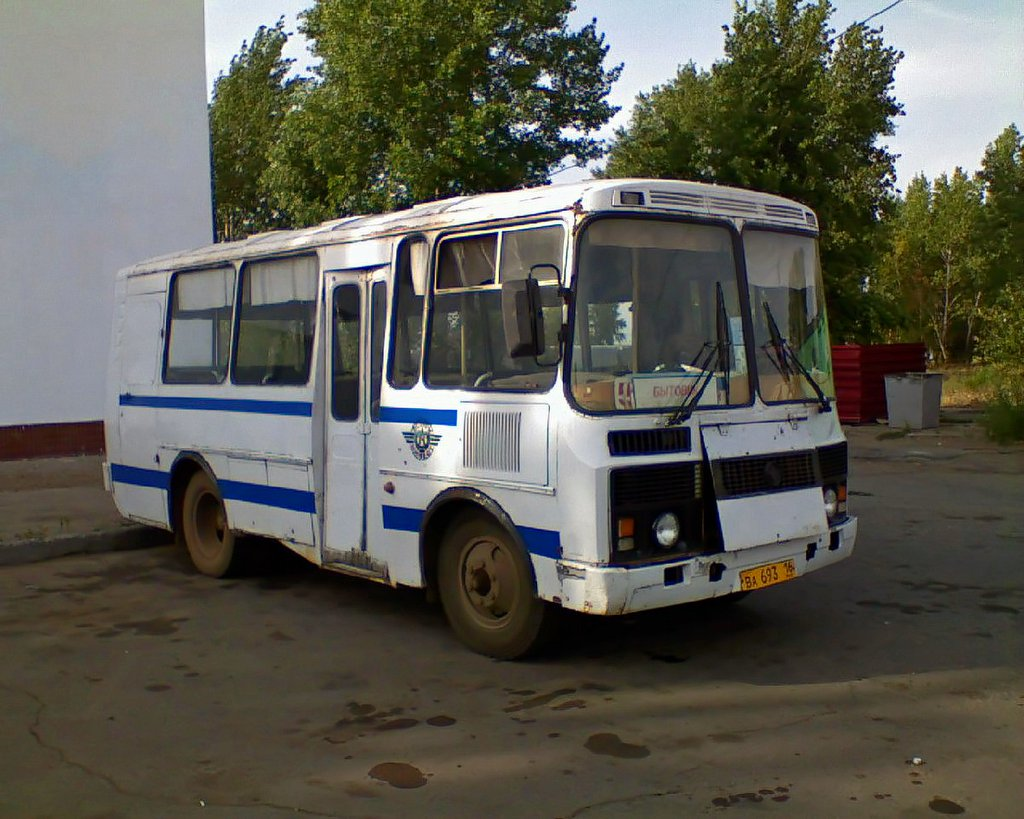
Älterer PAZ-3205 (2011)

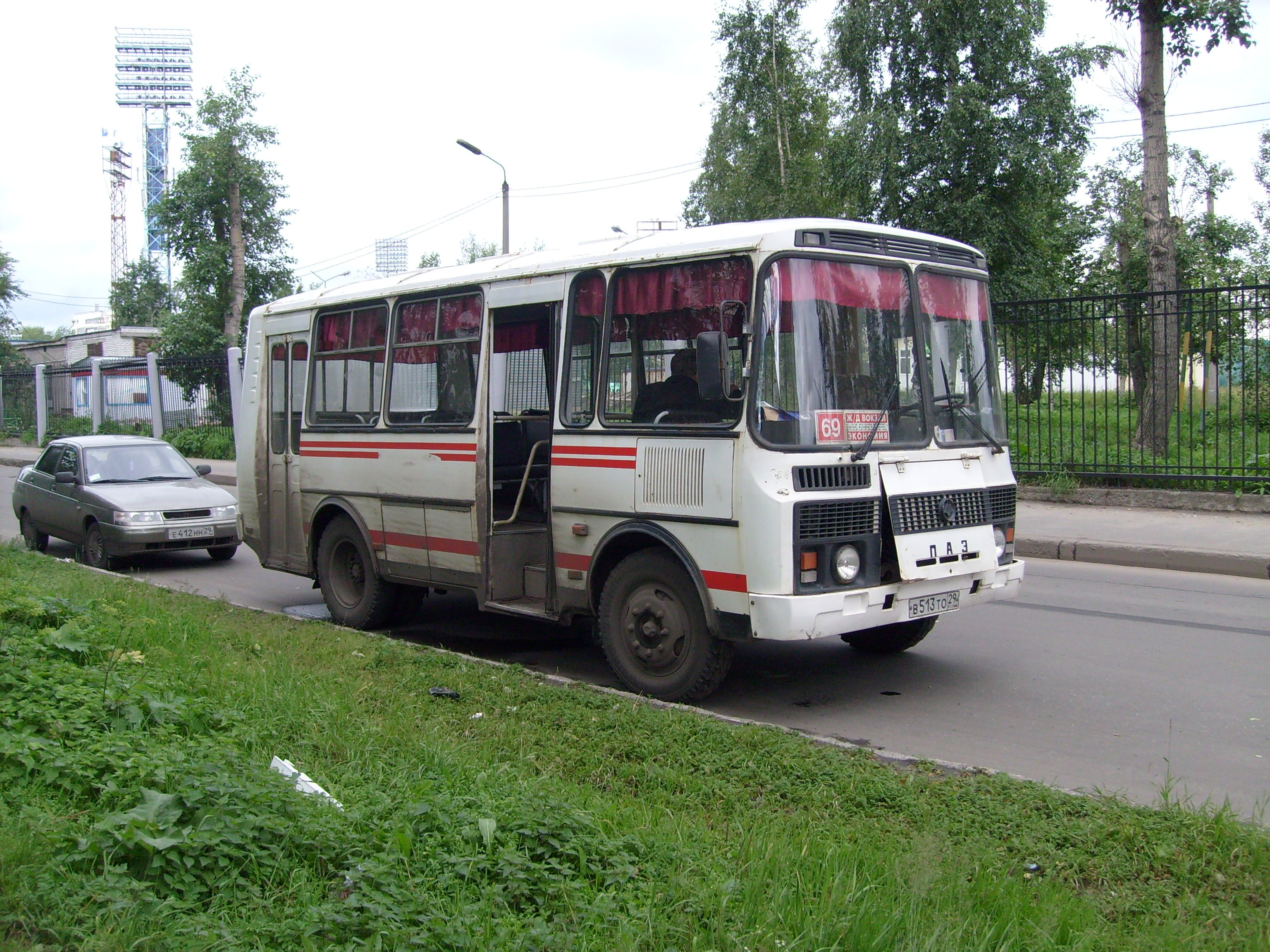
Ein PAZ-32054 mit zweiter regulärer Passagiertür in Archangelsk (2008)

Bereits lange vor dem Start der Serienproduktion des PAZ-3205 wurden im Pawlowski Awtobusny Sawod erste Prototypen eines Nachfolgers für den PAZ-672 angefertigt. Die ersten Fahrzeuge erschienen 1979, weitere Prototypen in den 1980er-Jahren. Eine sehr eingeschränkte Serienfertigung gab es bereits seit 1984. Am 1. Dezember 1989 stelle PAZ die Serienfertigung des PAZ-672 ein, ab diesem Tag lief das neue Modell PAZ-3205 regulär und in Masse vom Band. Ab 1993 wurde zusätzlich eine Version mit zweiter Passagiertür gebaut, der PAZ-32051.
2003 wurde eine um 1100 Millimeter verlängerte Version auf den Markt gebracht, der PAZ-4234. Äußerlich ist sie leicht an den fünf großen Fenstern auf der Fahrerseite zu erkennen. Der Bus hat ebenso wie der PAZ-32051 zwei reguläre Passagiertüren.
Bis zum 9. Februar 2006 wurden 150.000 Exemplare des Busses hergestellt. Ebenfalls 2006 begann die Überarbeitung des Modells, die äußerlich vor allem am zusätzlichen Notausstieg im hinteren Fahrzeugbereich erkennbar ist. Seit 2012 sind verschiedene neue Motoren lieferbar, darunter auch Dieselmotoren. 2014 gab es die seit Jahren erste auffällige Überarbeitung mit einer neu gestalteten Front des Fahrzeugs.
Bereits seit 2009 wird mit dem PAZ-3204 ein Nachfolger gebaut. Die Serienproduktion des PAZ-3205 wurde dennoch nicht eingestellt.

## Modellversionen
Die Liste ist nicht abschließend.
- PAZ-3205 (Vorserie) – Gebaut von 1979 bis 1984, insgesamt fünf Exemplare
- PAZ-3205 – Grundversion, erste vereinzelte Fahrzeuge seit 1984, Serienfertigung ab dem 1. Dezember 1989. 2006 eingestellt wurde die Fertigung zu Gunsten des PAZ-32053 eingestellt.
- PAZ-3205 Ernst Auwärter – Ein Prototyp, der 1990 in Zusammenarbeit mit Ernst Auwärter gefertigt wurde. Zu einer Serienfertigung kam es nicht.
- PAZ-3205-40 – Fahrgestell ohne Aufbau für den Export nach Kuba, seit 2013 gebaut
- PAZ-3205-67 – Prototyp von 1994, ein Exemplar gebaut
- PAZ-32051 – Prototyp von 1980 mit zwei automatischen Türen, nur ein Exemplar wurde gebaut.
- PAZ-32051 – Grundversion mit zusätzlicher hinterer Tür, in Serie gebaut von 1993 bis 2006
- PAZ-32051-50 – Prototyp von 1994 mit überarbeitetem Design und besserer Ausstattung, nicht in Serie produziert
- PAZ-32052 – Prototyp für den Einsatz als Marschrutka, 1999 ein Exemplar hergestellt
- PAZ-32053 – Modernisierte Grundvariante, jetzt mit seitlicher Notausstiegstür hinten, seit 2006 in Serie gebaut, ersetzte den PAZ-3205. 2014 wurde die Fahrzeugfront überarbeitet.
- PAZ-32052-05 – Prototyp von 2002 mit geänderter Front und großer mittiger Tür, nicht in Serie gebaut
- PAZ-32053-20 – Version zum kombinierten Transport von Passagieren und Fracht, seit 2000 in Serie gebaut
- PAZ-32053-70 – Schulbus, der den entsprechenden russischen Normen entspricht. Das Modell wird auch als PAZ-3205SCh bezeichnet und seit 2002 in Serie gebaut.
- PAZ-32053-80 – Spezialfahrzeug für Bestattungsunternehmen. Es verfügt über die Möglichkeit der Mitnahme eines Sargs und mehrerer (lebender) Personen, seit 2000 läuft die Serienproduktion.
- PAZ-32054 – Version mit zwei regulären Passagiertüren, seit 2000 in der Serienfertigung
- PAZ-3798 – Eher ein Lastwagen als ein Bus, gebaut von 2000 bis 2010. Diese Version hat einen geschlossenen, kühlbaren Aufbau und kommt so als Kühlfahrzeug zum Einsatz.
- PAZ-4234 – Seit 2003 in Serie gebaut, um 1100 Millimeter verlängerte Version des PAZ-32054 mit 30 Sitzplätzen. Wie die kürzere Variante wird das Fahrzeug seit Mitte 2014 mit neu gestalteter Front ausgeliefert.
- WMK-30331-020 – Mobile Gesundheitsstation auf Basis des PAZ-4234.

## Technische Daten
Für das Modell PAZ-32053, Stand 2015.
Motoren
|                      | ЗМЗ 52342.10                                                    | ММЗ Д-245.9                                              | ЯМЗ-5344                                                 |
| -------------------- | --------------------------------------------------------------- | -------------------------------------------------------- | -------------------------------------------------------- |
| Arbeitsverfahren     | Ottomotor                                                       | Dieselmotor                                              | Dieselmotor                                              |
| Zylinderanordnung    | V8                                                              | R4                                                       | R4                                                       |
| Hubraum              | 4,67 l                                                          | 4,75 l                                                   | 4,43 l                                                   |
| Leistung             | 90 kW (122 PS)                                                  | 95,5 kW (130 PS)                                         | 99 kW (135 PS)                                           |
| maximales Drehmoment | 288 Nm                                                          | 455 Nm                                                   | 422 Nm                                                   |
| verbautes Getriebe   | ГАЗ-3307 (aus dem GAZ-3307), 4 oder 5 Vorwärtsgänge, mechanisch | СААЗ 3206 oder ГАЗ 33098, je 5 Vorwärtsgänge, mechanisch | СААЗ 3206 oder ГАЗ 33098, je 5 Vorwärtsgänge, mechanisch |
| Abgasnorm            | EURO-IV                                                         | EURO-IV                                                  | EURO-IV                                                  |

Für alle Motorisierungen gleichermaßen:
- Tankinhalt: 105 l
- Antriebsformel: 4×2
- Bremssystem: Zweikreis-Druckluftbremse mit ABS
- Höchstgeschwindigkeit: 80–96 km/h
- Sitzplätze: 18–25, je nach Ausführung
- Plätze insgesamt: 36–43
- Türen: eine reguläre Passagiertür, ein Notausstieg seitlich, zusätzliche Fahrertür

Abmessungen und Gewichte
- Länge: 7000 mm
- Breite: 2500 mm
- Höhe: 2890–2960 mm
- Radstand: 3600 mm
- Wendekreis: 15,2 m
- Türbreite: 726 mm
- Leergewicht: 4720–5380 kg
- Zulässiges Gesamtgewicht: 7630–7710 kg